# George Watson's College
Il George Watson's College, conosciuto informalmente come Watson's, è una scuola dell'infanzia, primaria e secondaria privata, situata ad Edimburgo (Scozia); più specificamente sulla Colinton Road, nel quartiere di Morningside. Nata come un ospedale e scuola nel 1741, divenne una scuola vera e propria nel 1871 e si fuse con la sua corrispondente femminile (la George Watson's Ladies College) nel 1974. È una delle scuole della Compagnia dei Mercanti di Edimburgo (Merchant Company of Edinburgh).

## L'edificio attuale
Dopo la prima guerra mondiale la sede della scuola era accanto al Edinburgh Royal Infirmary, il quale doveva espandersi ed era interessato al sito occupato dal Watson's; la sede (che si trovava in Archibald Place) era in un edificio troppo piccolo che necessitava d'essere modernizzato e, in più, era molto distante dai campi sportivi della scuola che si trovano a Myreside. Nel 1924, la Compagnia dei Mercanti annunciò la vendita dell'edificio in Archibald Place all'Infirmary, per un prezzo modesto.
Dopo lunghe negoziazioni su dove trasferire la scuola, nel 1927, si decise di comprare il sito della Merchiston Castle School – di fianco ai campi sportivi in Myreside – e venne fatto un concorso per progettare il nuovo edificio della scuola. Il vincitore venne annunciato nel giunio 1928, era James B Dunn, un ex-alunno della scuola (un Watsonian), con un progetto che venne descritto come "semplice, diretto e magistrale".
I lavori di costruzione cominciarono nell'agosto 1929. Il nuovo edificio, affacciato sulla Colinton Road, è in stile neo-classico e con facciata in pietra arenaria rosa. È a forma di H, si estende su due piani, e nel centro si trova una sala assemblee che può contenere più di 1800 persone (soltanto la scuola secondaria si occupa oggi di 1500 alunni).
Il nuovo edificio fu completato nel 1932. Fu aperto il 22 settembre di quell'anno da Sua Altezza Reale il Principe George (Duca di Kent).
A fianco dell'edificio principale c'è l'edificio di educazione fisica, con palestra e piscina, ed include anche il boiler dell'acqua per l'intera scuola con la sua alta ciminiera. Dietro all'edificio di educazione fisica vi è la scuola elementare.
L'anniversario dei 50 anni della costruzione dell'edificio nel 1932 si festeggiò nel 1982, e fu segnato da numerose manifestazioni. Queste culminarono il 29 giugno con una visita da Sua Maestà la Regina Elisabetta. La Regina spese due ore visitando il campus, assistendo anche ad un piccolo concerto, ed inaugurò una placca commemorativa.